# Cyphokentia cerifera
Cyphokentia cerifera är en enhjärtbladig växtart som först beskrevs av Harold Emery Moore, och fick sitt nu gällande namn av Pintaud och William John Baker. Cyphokentia cerifera ingår i släktet Cyphokentia och familjen Arecaceae. Inga underarter finns listade i Catalogue of Life.

## Bildgalleri

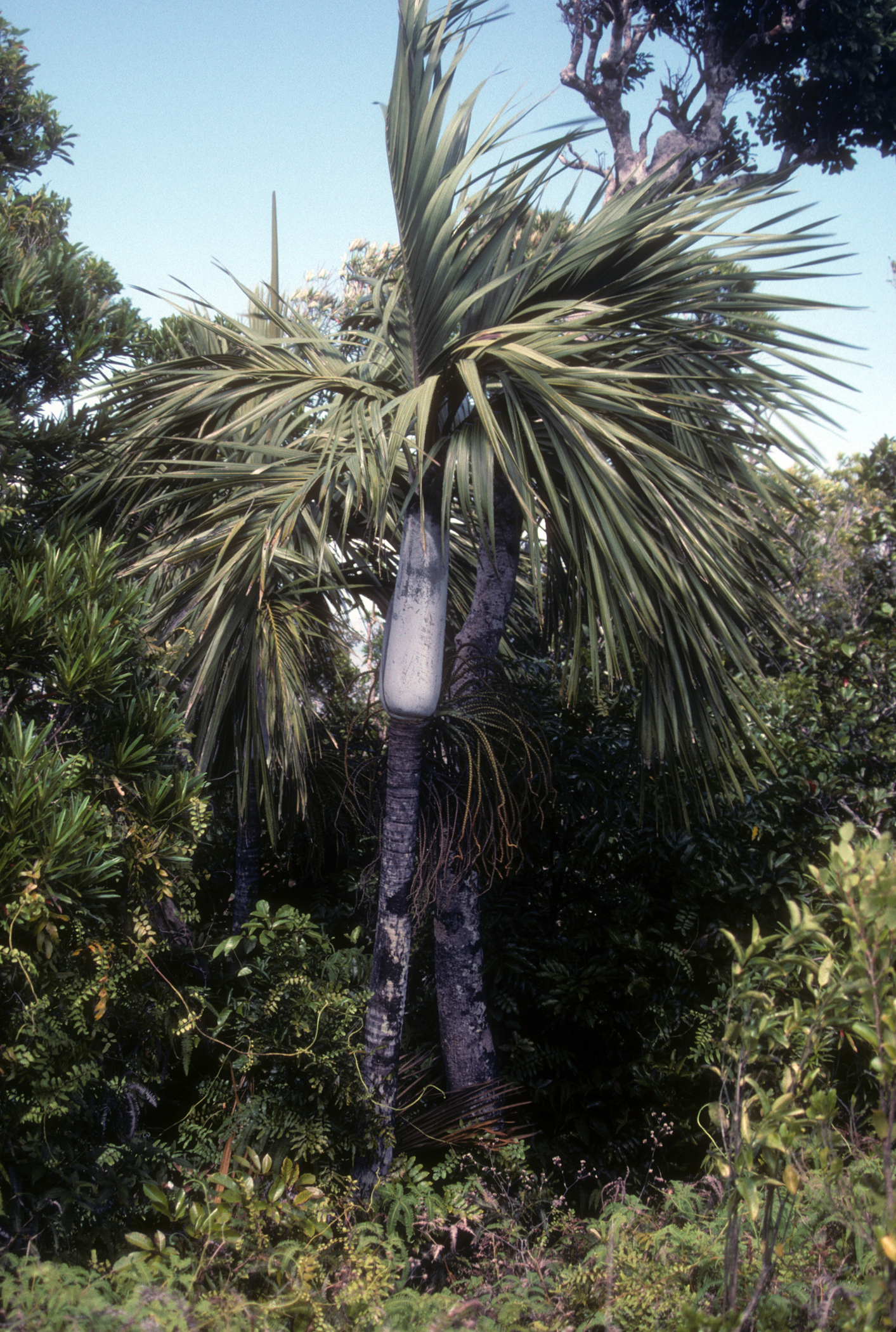